# The Fantastic Flying Books of Mr. Morris Lessmore
The Fantastic Flying Books of Mr. Morris Lessmore es un cortometraje animado de 2011 dirigido por William Joyce y Brandon Oldenburg. Ganó un premio Óscar en la categoría de mejor cortometraje animado.

## Trama
La historia es protagonizada por Morris Lessmore, quien vive en Nueva Orleans. Un día, mientras estaba en el balcón de un hotel escribiendo un libro, el hombre es atrapado por un huracán que lo lleva junto a su libro e incluso a toda una ciudad, a un mundo en blanco y negro. Al llegar al lugar, descubre que las páginas del libro que estaba escribiendo se encuentran en blanco. Mientras recorre los alrededores, Morris ve un grupo de libros voladores, los cuales son guiados por una joven. A diferencia del entorno en blanco y negro, tanto la joven como sus libros tienen colores. El hombre intenta hacer volar su libro, pero sin éxito. Tras esto, uno de los libros del grupo -en cuyo interior tiene una ilustración de Humpty Dumpty- va donde Morris y le dice que lo siga.
El libro lo guía hasta una casa a colores, que se encuentra repleta de libros voladores. Morris decide vivir en la casa, donde se encarga de cuidar a los libros. Un día, mientras está remendando un ejemplar viejo y moribundo de De la Tierra a la Luna, Morris comienza a leerlo, lo que le otorga mayor vitalidad al libro. Tras esto, el hombre decide volver a escribir su libro. Con el pasar del tiempo, Morris comienza a regalar libros a los habitantes de los alrededores, quienes adquieren color al leerlos. 
El hombre, ya anciano, termina de escribir su libro, y decide irse de la casa. En la entrada de la misma, un grupo de libros comienza a volar a su alrededor, lo que rejuvenece a Morris. Luego de esto, el hombre se va volando del lugar junto a aquellos textos. Los libros que permanecen en la casa están tristes por su partida, pero recuperan el ánimo al descubrir que donó a la casa el libro que escribió. Tras esto, llega a la casa una niña en blanco y negro, que se vuelve de color cuando el libro de Morris se posa sobre su brazo. La niña se sienta en la entrada y comienza a leer el libro en compañía de los demás ejemplares de la casa. 
El cortometraje finaliza mostrando una fotografía de Morris, colgada junto a las de otras personas que vivieron en la casa, incluida la joven que vio el primer día que llegó a aquel lugar.

## Producción
La cinta fue creada por Moonbot Studios, un estudio radicado en el estado de Luisiana. Según el sitio oficial del cortometraje, el filme está inspirado en igual medida por "el huracán Katrina, Buster Keaton, El mago de Oz, y el amor por los libros". Para su realización, los creadores emplearon diversos estilos de animación, incluidos el stop motion, las imágenes generadas por computadora y la animación tradicional. La idea original era que el cortometraje tuviera una duración máxima de siete minutos, pero los artistas se dieron cuenta de que no podían disminuirlo a menos de 15 minutos sin "perder todo su impacto emocional".